# Léon Comerre
Léon-François Comerre (Trélon, 10 de Outubro de 1850 - 1916, Le Vésinet) foi um pintor academicista francês. Com o quadro L’Annonce aux bergers ganhou o Prix de Rome em 1895. Foi casado com a pintora Jacqueline Comerre-Paton (1859-1955) 

## Galeria

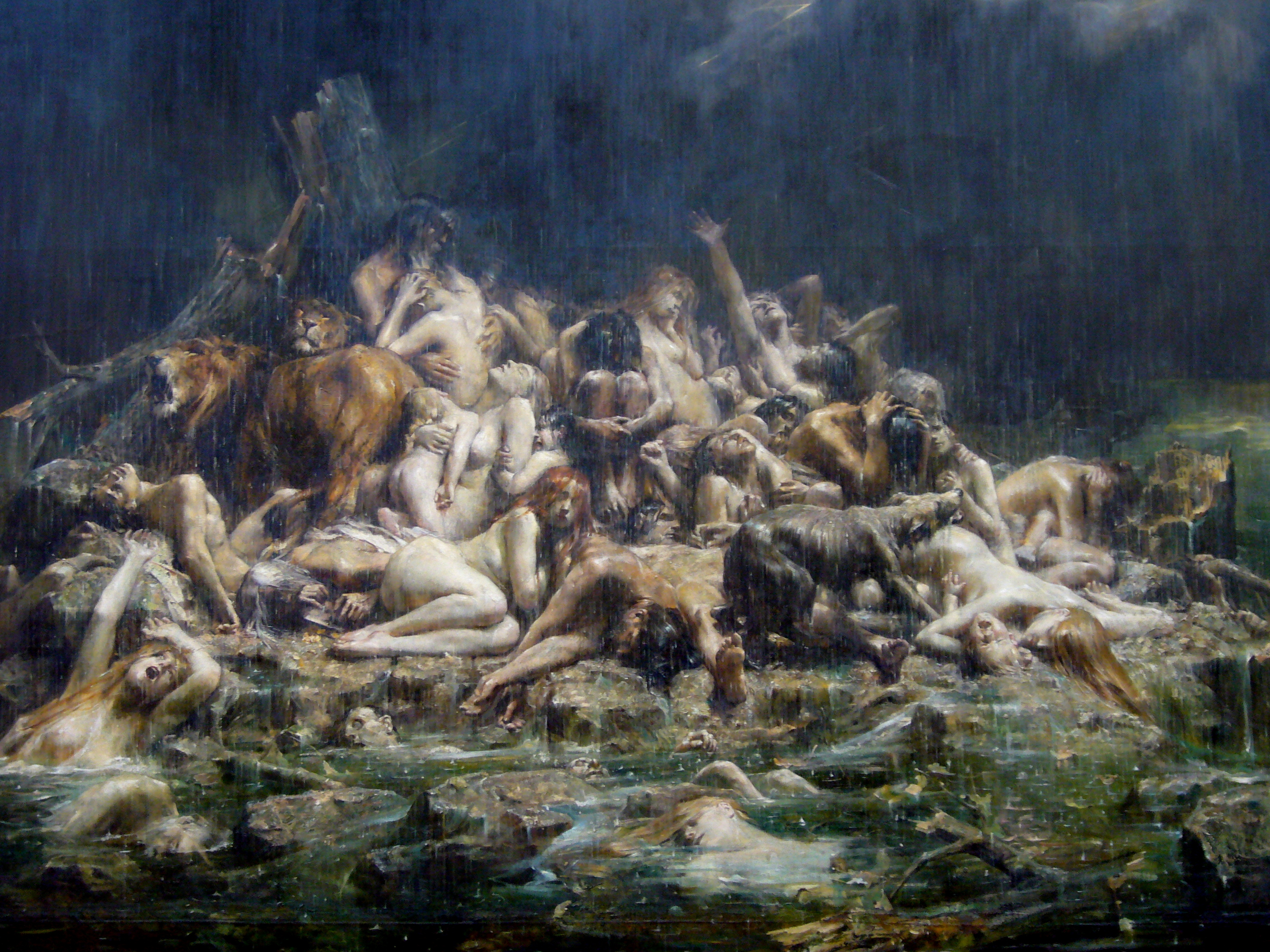
Le déluge
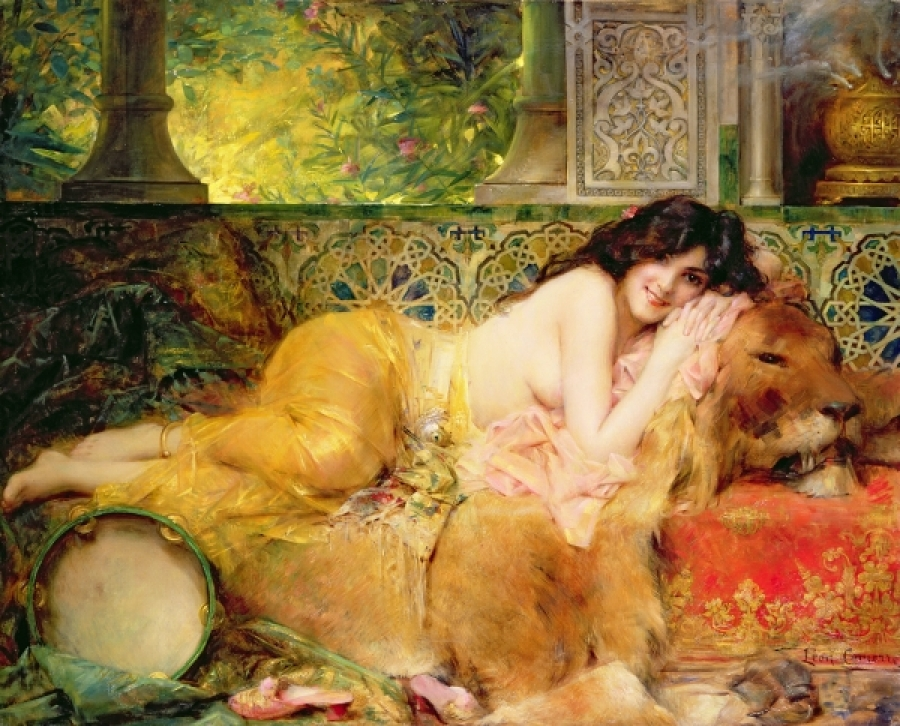
Haïfa
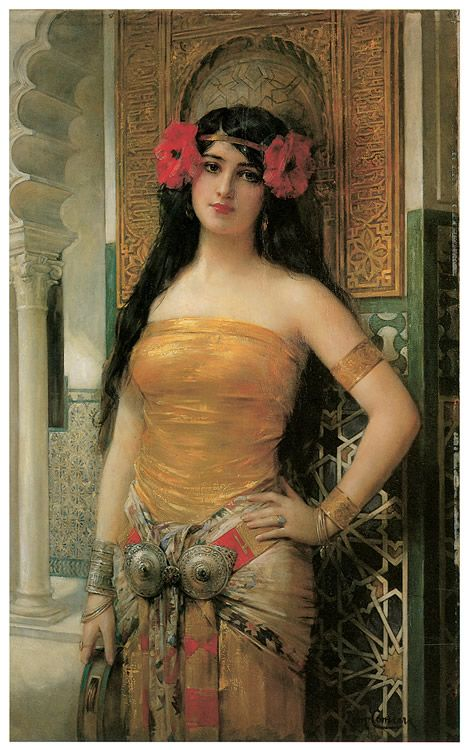
L'Odalisque au tambourin